# Ptolomeo XII
Ptolomeo XII Neo Dioniso (en griego antiguo: Πτολεμαίος Νέος Διόνυσος) (h.112 – 51 a. C.) más conocido como Auletes (el flautista) y también como Nothos (el bastardo). Faraón de la dinastía ptolemaica del Antiguo Egipto (80 – 58 a. C. y 55 – 51 a. C.).

## Introducción
La dinastía ptolemaica descendía de una larga dinastía de soberanos macedonios que habían reinado sobre los egipcios desde la muerte del conquistador Alejandro Magno y a los que se conocía con el nombre de Ptolomeos Lágidas. Al parecer Ptolomeo XII fue un mal gobernante y un rey que descuidaba a su pueblo. Por ello, no fue muy respetado y su sobrenombre «aulettes», que en griego significa «flautista», era porque, según se decía, Ptolomeo XII le dedicaba más tiempo a la música que a gobernar. En efecto, Ptolomeo XII era un gran aficionado a las fiestas y los banquetes, durante los que solía emborracharse y exhibirse con la flauta. Frente a las dificultades que asolaban el país, el faraón manifestaba una gran despreocupación y era habitual que su respuesta fuera la práctica intensa de la corrupción. Además, vivía atemorizado con la posibilidad de que le destronasen y los romanos explotaban este temor recordándole periódicamente que existía un supuesto testamento de su predecesor, Ptolomeo XI, en el que este legaba Egipto a Roma.durante su reinado hubo un profundo proceso de cambio cultural

## Biografía

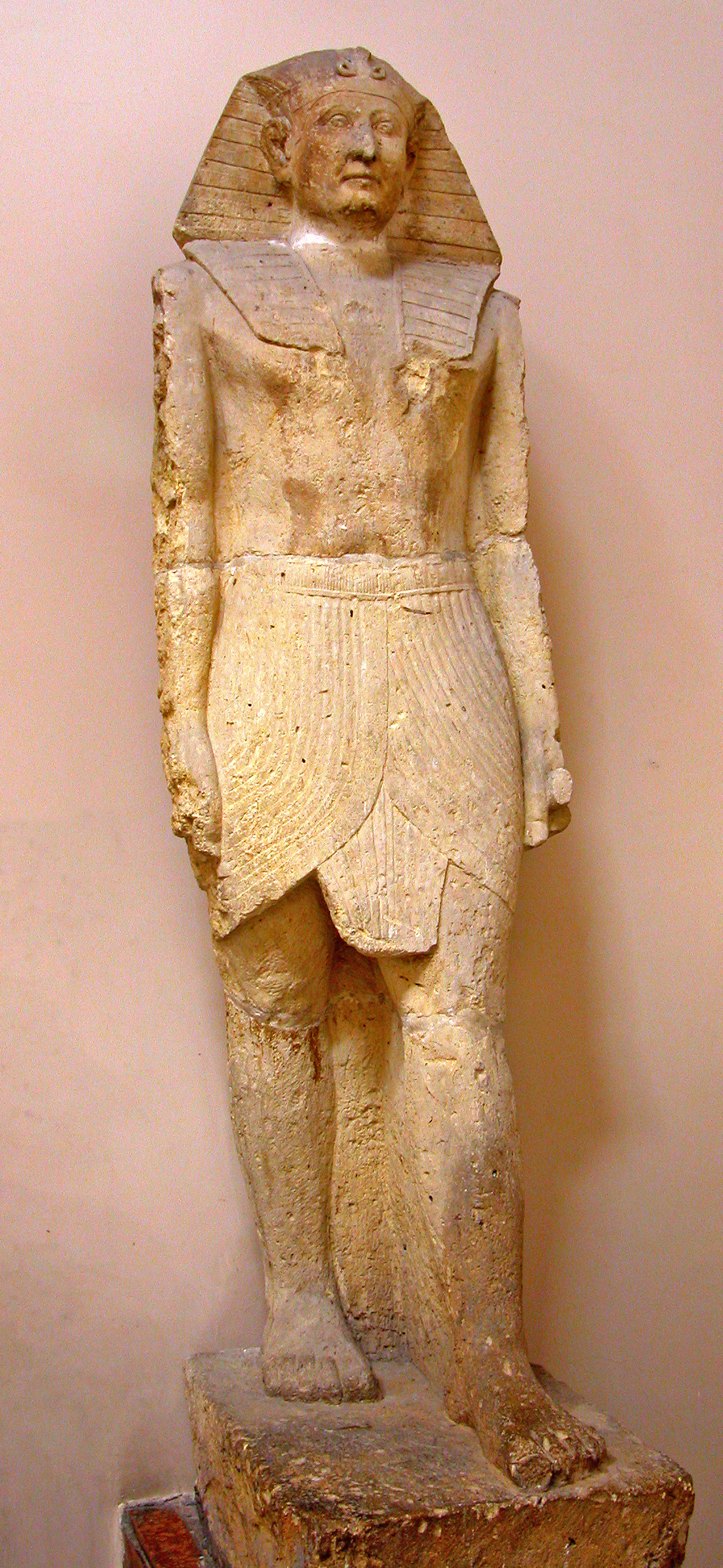
Una estatua de piedra caliza del rey Ptolomeo XII, Encontrado en el Templo de Cocodrilo, Fayum. Museo grecorromano, Alejandría, Egipto

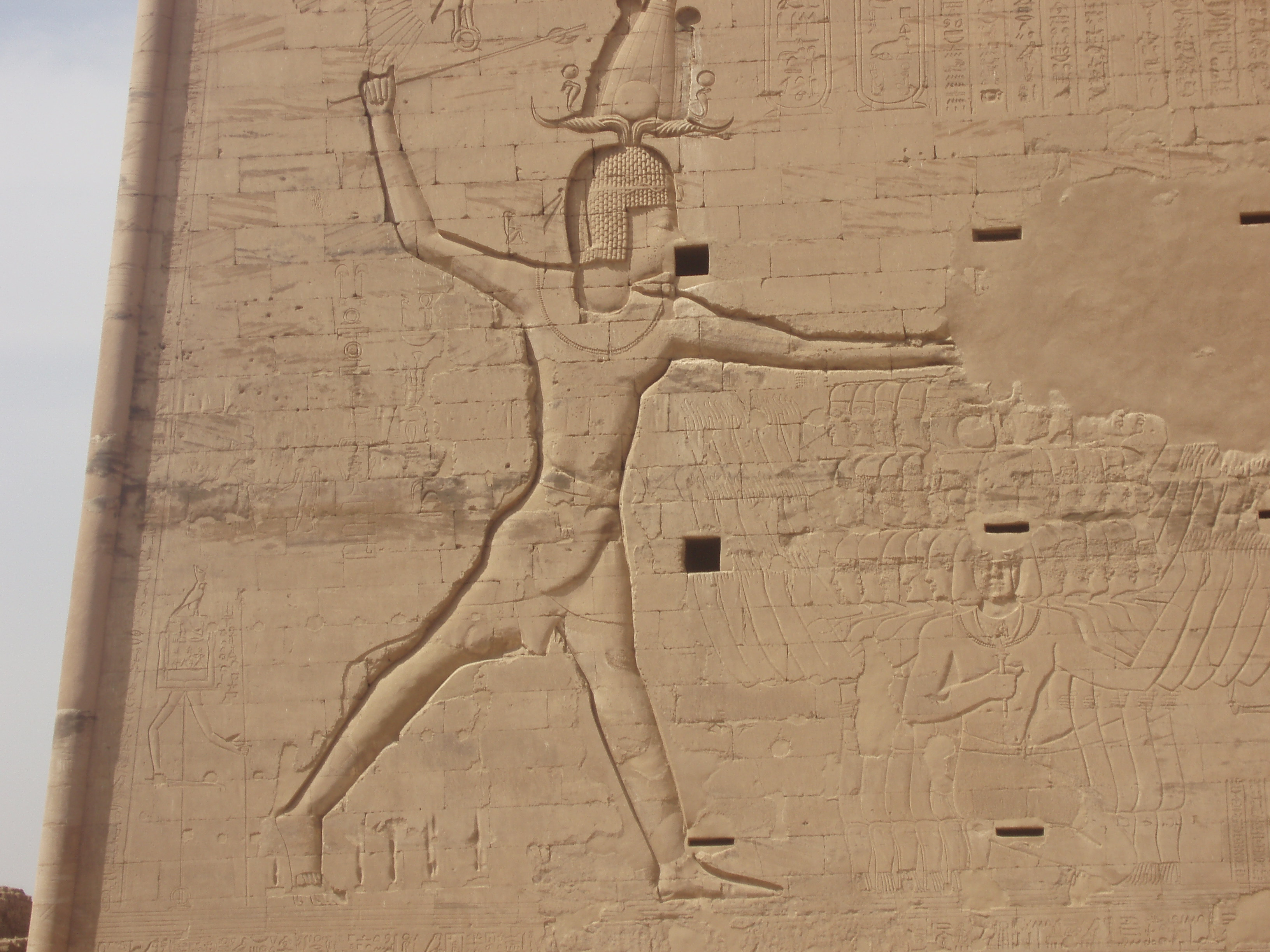
Bajorrelieve de Ptolomeo XII (Ptulmys Anjdyet Meryptahast), en el templo de Edfu.

Ptolemaios Neos Dionisos Filopator Filadelfos era hijo de Ptolomeo IX Sóter II y de madre desconocida, y esta condición de hijo bastardo hizo que durante todo su reinado hubiera de buscar fuertes apoyos en Roma (potencia hegemónica del momento) para contrarrestar esa insuficiente legitimidad regia.
En 103 a. C. fue enviado por su abuela, la reina Cleopatra III, junto con su hermano y su primo Alejandro II, a la isla de Cos para refugiarse. En 88 a. C. fue capturado por Mitrídates VI del Ponto, y según Cicerón en 80 a. C. se encontraba en Siria. Ese mismo año, tras las violentas muertes de Berenice III (su medio hermana) y Ptolomeo XI Alejandro II, los dos últimos miembros completamente legítimos de la dinastía en Egipto, el pueblo de Alejandría le ofreció el trono, que aceptó.
Al poco de llegar al país se casó con Cleopatra V Trifena, que quizá fuera su hermana (hecho frecuente en los matrimonios regios ptolemaicos). En 76 a. C. se celebró su ceremonia de coronación mediante los ritos egipcios. A pesar de que tuvo lugar en Alejandría y no en Menfis como era tradicional, la presencia del sumo sacerdote de esta ciudad indica que contó con el apoyo del poderoso clero egipcio, que a cambio obtuvo grandes donativos del rey.
En 65 a. C. la facción popular cuestionó en el Senado romano la legitimidad del faraón y planteó incluso la posibilidad de que Alejandro II hubiera pretendido legar Egipto al pueblo de Roma. Los optimates se opusieron a la anexión. Mientras tanto, Auletes intentaba recabar el apoyo del cónsul y general Cneo Pompeyo Magno enviándole ayuda militar a Judea. También sobornó a Julio César, uno de los cónsules del año 59, con 6000 talentos, a cambio de lo cual este hizo aprobar una ley que reconocía su legitimidad.
A pesar de dicho reconocimiento, Roma no incluyó en él a Chipre, que se anexionó en 58 a. C. ante la pasividad de Auletes. La isla estaba gobernada por su hermano, que al ver que aquel no le defendía, se suicidó.
La pérdida de Chipre provocó en Egipto un airado levantamiento popular contra Auletes, que viajó a Roma en busca de ayuda militar para sofocarlo. Quedaron como regentes su esposa Cleopatra y la hija mayor de ambos Berenice IV. Tras la muerte de la primera en 57 los alejandrinos proclamaron reina única a la segunda y enviaron representantes a Roma para defender su legitimidad ante el Senado, que debía pronunciarse al respecto. Auletes, que residía en casa de Pompeyo, intentaba ganarse el respaldo de los senadores mediante cuantiosos sobornos que le obligaron a aumentar los impuestos en Egipto e incluso a contraer deudas con prestamistas romanos. Organizó además el asesinato de delegados alejandrinos. A fines de 57 a. C. el Senado aprobó una resolución favorable a Auletes, pero un augurio desaconsejó otorgarle ayuda activa. El rey marchó entonces a Éfeso.
En 55, con la promesa de pagarle 10 000 talentos, Auletes consiguió el apoyo de Aulo Gabinio, procónsul de Siria y lugarteniente de Pompeyo, y recuperó el trono de Egipto con un ejército romano. La caballería de este ejército estaba dirigida por un oficial de veinticuatro años, Marco Antonio, que con el tiempo, acabaría siendo soberano de Egipto junto a otra de las hijas de Auletes, Cleopatra VII. Luego de entrar vencedor en Alejandría, mando ejecutar a su hija Berenice. El volumen de las deudas que había contraído era tal que tuvo que nombrar a su mayor acreedor romano, un banquero llamado Rabirio, ministro de finanzas. Este pensaba asegurarse así la devolución de al menos la cantidad prestada, pero al año siguiente tuvo que huir del país a causa de una revuelta popular.
Poco antes de morir (51 a. C.) Auletes nombró corregentes a sus hijos: la famosa Cleopatra VII, que contaba dieciocho años y Ptolomeo XIII de apenas diez. También les designó herederos del reino bajo la custodia de Roma. Por supuesto, para poder gobernar juntos, tuvieron que casarse según lo permitía la ley de los Lágidas.

## Testimonios de su época
- El santuario de Triphis en Atribis (Wannina) fue agrandado (Arnold 1999:211 - 212)[3]
- El templo de Hathor en Dendera fue substituido por un templo nuevo (Arnold 1999:212 - 216)
- Trabajo de decoración en la primera puerta del templo de Ptah (Arnold 1999:216)
- Muro nuevo de ladrillo con puerta para el templo de Hathor en Deir el-Medina (Arnold 1999:216)
- Trabajos en el templo de Horus en Edfu (Arnold 1999:216 - 220)
- Trabajos en el templo en Kom Ombo (Arnold 1999:220)
- Trabajos en File (Arnold 1999:220 - 221)
- Naos de granito para el templo del Isis en Dabod (Arnold 1999:221)

## Titulatura
- Nombre de Horus: Hununefer Benermerut Tyenisunebetrejythenakaef Duanefjnumshepsershesepenefjatemhedyet Sensenensehenuemhaauminedyitef Tyehenmesuthernesetitef-mihorkanajt Itypesedyemtameri-mihepuanj Redinefhabusedashau-ueru-miptahtatyenenitnecheru
- Nombre de Nebty: Uerpehti Jenteshneheh Semenhepu-midyehuty-aa-aa
- Nombre de Hor-Nub: Aaybity Nebqenunajt-misaaset

| Titulatura | Jeroglífico | Transliteración (transcripción) - traducción - (referencias) |

| Q3 | R8 | F44 · N35 | W24 · X1 | Z4 · N35 | N41 · D40 | Q3 · X1 | V28 | U21 · N35 | D4 · Aa11 | W24 | C2 | C12 | S42 | S34 |

| Q3 | R8 | F44 · N35 | W24 · X1 | Z4 · N35 | N41 · D40 | Q3 · X1 | V28 | U21 · N35 | D4 · Aa11 | W24 | C2 | C12 | S42 | S34 |

| Q3 | R8 | F44 · N35 | W24 · X1 | Z4 · N35 | N41 · D40 | Q3 · X1 | V28 | U21 · N35 | D4 · Aa11 | W24 | C2 | C12 | S42 | S34 |

| Q3 | R8 | F44 · N35 | W24 · X1 | Z4 · N35 | N41 · D40 | Q3 · X1 | V28 | U21 · N35 | D4 · Aa11 | W24 | C2 | C12 | S42 | S34 |

| Q3 | R8 | F44 · N35 | W24 · X1 | Z4 · N35 | N41 · D40 | Q3 · X1 | V28 | U21 · N35 | D4 · Aa11 | W24 | C2 | C12 | S42 | S34 |

| Q3 | R8 | F44 · N35 | W24 · X1 | Z4 · N35 | N41 · D40 | Q3 · X1 | V28 | U21 · N35 | D4 · Aa11 | W24 | C2 | C12 | S42 | S34 |

| Q3 | R8 | F44 · N35 | W24 · X1 | Z4 · N35 | N41 · D40 | Q3 · X1 | V28 | U21 · N35 | D4 · Aa11 | W24 | C2 | C12 | S42 | S34 |

| Q3 | R8 | F44 · N35 | W24 · X1 | Z4 · N35 | N41 · D40 | Q3 · X1 | V28 | U21 · N35 | D4 · Aa11 | W24 | C2 | C12 | S42 | S34 |

| Q3 | R8 | F44 · N35 | W24 · X1 | Z4 · N35 | N41 · D40 | Q3 · X1 | V28 | U21 · N35 | D4 · Aa11 | W24 | C2 | C12 | S42 | S34 |

| Q3 | R8 | F44 · N35 | W24 · X1 | Z4 · N35 | N41 · D40 | Q3 · X1 | V28 | U21 · N35 | D4 · Aa11 | W24 | C2 | C12 | S42 | S34 |

| Q3 | R8 | F44 · N35 | W24 · X1 | Z4 · N35 | N41 · D40 | Q3 · X1 | V28 | U21 · N35 | D4 · Aa11 | W24 | C2 | C12 | S42 | S34 |

| Q3 | R8 | F44 · N35 | W24 · X1 | Z4 · N35 | N41 · D40 | Q3 · X1 | V28 | U21 · N35 | D4 · Aa11 | W24 | C2 | C12 | S42 | S34 |

| Q3 | R8 | F44 · N35 | W24 · X1 | Z4 · N35 | N41 · D40 | Q3 · X1 | V28 | U21 · N35 | D4 · Aa11 | W24 | C2 | C12 | S42 | S34 |

| Q3 | R8 | F44 · N35 | W24 · X1 | Z4 · N35 | N41 · D40 | Q3 · X1 | V28 | U21 · N35 | D4 · Aa11 | W24 | C2 | C12 | S42 | S34 |

| Q3 | R8 | F44 · N35 | W24 · X1 | Z4 · N35 | N41 · D40 | Q3 · X1 | V28 | U21 · N35 | D4 · Aa11 | W24 | C2 | C12 | S42 | S34 |

| Q3 | R8 | F44 · N35 | W24 · X1 | Z4 · N35 | N41 · D40 | Q3 · X1 | V28 | U21 · N35 | D4 · Aa11 | W24 | C2 | C12 | S42 | S34 |

|  | ỉwˁ n pȝ nṯr nḥm stp n ptḥ ỉr mȝˁ.t n rˁ sḫm ˁnḫ ỉmn (Iuaenpanechernehem Setepenptah Irmaatenra Sejemanjamon) Heredero del dios Sóter, Elegido de Ptah, Quien lleva la justicia de Ra, Imagen viviente de Amón (Templo de Kom Ombo) imagen |

| Q3 · X1 | V4 | E23 · Aa13 | M17 | M17 | S29 | S34 | D&t&N17 | Q3 · X1 | V28 | Q1 | X1 · H8 | N36 |

| Q3 · X1 | V4 | E23 · Aa13 | M17 | M17 | S29 | S34 | D&t&N17 | Q3 · X1 | V28 | Q1 | X1 · H8 | N36 |

| Q3 · X1 | V4 | E23 · Aa13 | M17 | M17 | S29 | S34 | D&t&N17 | Q3 · X1 | V28 | Q1 | X1 · H8 | N36 |

| Q3 · X1 | V4 | E23 · Aa13 | M17 | M17 | S29 | S34 | D&t&N17 | Q3 · X1 | V28 | Q1 | X1 · H8 | N36 |

| Q3 · X1 | V4 | E23 · Aa13 | M17 | M17 | S29 | S34 | D&t&N17 | Q3 · X1 | V28 | Q1 | X1 · H8 | N36 |

| Q3 · X1 | V4 | E23 · Aa13 | M17 | M17 | S29 | S34 | D&t&N17 | Q3 · X1 | V28 | Q1 | X1 · H8 | N36 |

| Q3 · X1 | V4 | E23 · Aa13 | M17 | M17 | S29 | S34 | D&t&N17 | Q3 · X1 | V28 | Q1 | X1 · H8 | N36 |

| Q3 · X1 | V4 | E23 · Aa13 | M17 | M17 | S29 | S34 | D&t&N17 | Q3 · X1 | V28 | Q1 | X1 · H8 | N36 |

| Q3 · X1 | V4 | E23 · Aa13 | M17 | M17 | S29 | S34 | D&t&N17 | Q3 · X1 | V28 | Q1 | X1 · H8 | N36 |

| Q3 · X1 | V4 | E23 · Aa13 | M17 | M17 | S29 | S34 | D&t&N17 | Q3 · X1 | V28 | Q1 | X1 · H8 | N36 |

| Q3 · X1 | V4 | E23 · Aa13 | M17 | M17 | S29 | S34 | D&t&N17 | Q3 · X1 | V28 | Q1 | X1 · H8 | N36 |

| Q3 · X1 | V4 | E23 · Aa13 | M17 | M17 | S29 | S34 | D&t&N17 | Q3 · X1 | V28 | Q1 | X1 · H8 | N36 |

| Q3 · X1 | V4 | E23 · Aa13 | M17 | M17 | S29 | S34 | D&t&N17 | Q3 · X1 | V28 | Q1 | X1 · H8 | N36 |

| Q3 · X1 | V4 | E23 · Aa13 | M17 | M17 | S29 | S34 | D&t&N17 | Q3 · X1 | V28 | Q1 | X1 · H8 | N36 |

| Q3 · X1 | V4 | E23 · Aa13 | M17 | M17 | S29 | S34 | D&t&N17 | Q3 · X1 | V28 | Q1 | X1 · H8 | N36 |

| Q3 · X1 | V4 | E23 · Aa13 | M17 | M17 | S29 | S34 | D&t&N17 | Q3 · X1 | V28 | Q1 | X1 · H8 | N36 |

## Sucesión
| Predecesor: Ptolomeo XI Alejandro II | Faraón de Egipto (Dinastía ptolemaica) 80 - 58 a. C. como corregente Cleopatra V (76-69 a. C.) o/y Cleopatra VI | Sucesor: Berenice IV y Cleopatra V o Cleopatra VI                    |
| Predecesor: Berenice IV              | Faraón de Egipto (Dinastía ptolemaica) 55 - 51 a. C.                                                            | Sucesor: Cleopatra VII Thea Filopátor y Ptolomeo XIII Teos Filopátor |